# Ceratozetella cisalpina
Ceratozetella cisalpina är en kvalsterart som först beskrevs av Berlese 1908.  Ceratozetella cisalpina ingår i släktet Ceratozetella och familjen Ceratozetidae. Inga underarter finns listade i Catalogue of Life.